# 星光大盜
是一部2013年多國合拍的犯罪片，由蘇菲亞·柯波拉自編自導。本片2012年3月於洛杉磯開始拍攝，2013年6月14日在美國上映。
電影講述一群青少年一起偷偷潛入好萊塢貝弗利山莊的明星家中，偷竊貴重物品。影片改編自真實案件「好萊塢竊盜案」：2008年10月－2009年8月，一個以青少年為主體的盜竊團伙屢次成功摸入好萊塢貝弗利山莊多位名流明星的家中，共盜取了超過300萬美元價值的貴重物品。其中遭遇洗劫的包括芭莉絲·希爾頓、琳賽·蘿涵、奧蘭多·布魯、梅根·福克斯、瑞秋·比爾森等人。導演科波拉表示，她希望能藉此片以冷靜的視角向所有人展現，如今的名流文化和現代文明。

## 演員
| 演員            | 角色             |
| 艾瑪·華森       | 妮琪 (Nicki)     |
| 萊絲莉·曼恩     | 妮琪媽媽         |
| 泰莎·法蜜嘉     | 薩姆 (Sam)       |
| 張凱蒂          | 麗貝卡 (Rebecca) |
| 伊瑟瑞爾·布薩德 | 馬克 (Marc)      |
| 克萊爾·朱利安   | 科洛 (Chloe)     |
| 卡洛斯·米蘭達   | 羅伯 (Rob)       |
| 艾琳·丹尼爾斯   | 香濃 (Shannon)   |
| 加文·羅斯代爾   | 瑞奇 (Ricky)     |
| 斯泰西·愛德華   | 黛比 (Debbie)    |
| 帕麗斯·希爾頓   | 自己 (客串演出)  |
| 麥卡·門羅       | 海灘上的女孩     |

## 製作

### 演出陣容
炫富幫的演員陣容除了有《哈利波特系列》女星艾瑪·華森,還有因《美國恐怖故事》而迅速成名的泰莎·法蜜嘉及多位新人－張凱蒂、伊瑟瑞爾·布薩德、卡洛斯·米蘭達演出偷竊同黨，此外，萊絲莉·曼恩亦加盟這部電影演出艾瑪·華森所飾角色〔Nicki〕的母親。而於「好萊塢竊盜案」中受害的名媛帕麗斯·希爾頓亦於電影中客串演出。亦有傳媒於炫富幫片場拍到好萊塢巨星克斯汀·鄧斯特參加演出。
此前曾有消息傳出，好萊塢竊盜案中成員之一的亞歷克·娜絲的妹妹苔絲·泰勒有望出演該片。另外，劇組還向另外一位成員尼克·保高發出邀請，希望其可以擔任《炫富幫》的顧問，但遭到了拒絕。 

## 外部連結
- 官方网站
- 互联网电影数据库（IMDb）上《The Bling Ring》的资料（英文）
- Box Office Mojo上《The Bling Ring》的資料（英文）
- Metacritic上《The Bling Ring》的資料（英文）
- 爛番茄上《The Bling Ring》的資料（英文）
- 豆瓣电影上《星光大盜》的資料 （简体中文）